# Tephrina sublimbata
Tephrina sublimbata är en fjärilsart som beskrevs av Butler 1884. Tephrina sublimbata ingår i släktet Tephrina och familjen mätare. Inga underarter finns listade i Catalogue of Life.